# Призинчук Світлана Юріївна
Призинчу́к Світла́на Ю́ріївна (нар. 21 квітня 1989) — сходознавиця, мистецтвознавиця, засновниця та керівниця першого в Україні сходознавчого видавництва «Сафран». Одна з організаторок проєкту «Культурний декрет».

## Життєпис
Народилася 21 квітня 1989 року. З дитинства цікавилася іноземними мовами. У школі вивчала англійську, німецьку та французьку.
Вступила до Київського міжнародного університету на спеціальність «Міжнародне право». У 2008 році поїхала за програмою обміну до Китаю. Після семестру навчання в Тяньцзінському політехнічному університеті вирішила залишитися в країні на довше й змінила ВНЗ. Два роки вивчала мову в Тяньцзіні в Нанкайському університеті. Згодом подалася на грант китайського уряду для безкоштовного навчання на магістратурі.
У 2010 році переїхала до Пекіна. Там вчила теорію та історію мистецтва в Пекінському педагогічному університеті. Паралельно віддалено працювала на українському підприємстві менеджеркою із закупівель у Китаї.
Захистила диплом на тему «Вплив європейського мистецтва абстракціонізму на китайських художників „французької школи“». Під час написання магістерської роботи працювала секретаркою канцелярії Радника з економічних питань при Посольстві КНР в Україні.
Після завершення магістратури в Пекіні на запрошення подруги поїхала на півроку в столицю Еквадору Кіто, де вчила іспанську мову в Папському католицькому університеті. 
У 2015 році повернулася до України.

## Створення видавництва
Світлана Призинчук планувала створити журнал, присвячений Азії. Однак під час навчання у Школі видавничого бізнесу від Litosvita Призинчук зрозуміла, що в Україні доцільніше зайнятися виданням східної літератури. Підготовку до створення видавництва Світлана Призинчук розпочала наприкінці 2016 року, а офіційно зареєструвала його навесні 2018.
У 2019 на Книжковому Арсеналі «Сафран» презентував дві книжки: перші переклади українською «Джвандзи» та «Чайного канону». «Джвандзи» увійшов у список найкращих книг 2019 року від Українського ПЕН, а «Чайний канон» отримав спецвідзнаку Малого журі BookForum.

## Інші проєкти
У 2017 році разом із фейсбук-спільнотою «Київ дружній до батьків і малюків» стала організаторкою проєкту «Культурний декрет». У тому ж році у рамках проєкту відбулися кіносеанси для дітей до трьох років та їхніх батьків в кількох кінотеатрах Києва, а також екскурсія «Культурний декрет у Подорожі Едокко» у Музеї Ханенків.